# BogoMips
BogoMips – jednostka wydajności procesora w teście wykonywanym przez jądro systemu operacyjnego Linux, podczas jego startu, używanym do kalibracji wewnętrznej pętli opóźniającej (ang. busy-loop). Nazwa powstała ze złączenia ang. słowa bogus („nieprawdziwy”) i skrótowca MIPS – prawdopodobnie jej autorem jest Linus Torvalds.
Definicją BogoMipsa jest liczba milionów instrukcji pustych wykonywanych przez procesor w czasie jednej sekundy. Z definicją tą zdarzają się zabawne pomyłki, gdyż niektórzy uznają ją za miarodajną jednostkę wydajności komputera, a tak naprawdę liczba BogoMipsów oznacza jedynie jak szybko procesor potrafi pracować nie robiąc nic (czyli wykonując instrukcję pustą). Przykładowo liczba BogoMipsów dla procesora Pentium III 733EB, czyli taktowanego zegarem 733 MHz, to 1441,79 – można więc przyjąć, że wykonuje on dwie puste instrukcje na cykl zegara.